# Peace Sells
Peace Sells je píseň americké thrashmetalové skupiny Megadeth, která v roce 1986 vyšla jako druhý singl z jejich druhého studiového alba Peace Sells… but Who's Buying? Píseň je hrána na všech koncertech kapely a jejím autorem je Dave Mustaine. Podle baskytaristy Dava Ellefsona vyšlo při hraní písně na koncertech ještě před nahráním alba rychle najevo, že „to bude hit“. V roce 2006 ji americká televizní stanice VH1 zařadila na 11. místo ve svém žebříčku „40 nejlepších metalových písní všech dob“. Píseň je také známá díky Ellefsonově basové předehře.

## Videoklip
K písni byl natočen videoklip, režíroval ho Robert Longo a stříhal Gretchen Bender. Uprostřed je video přerušeno záběrem na teenagera s tričkem kapely Slayer, který sleduje v obývacím pokoji v televizi sestřih živých vystoupení Megadeth a záběrů z války. Do pokoje vejde otec chlapce a přepne televizní kanál se slovy, že se chce dívat na zprávy. Syn odvětí „tohle jsou zprávy“ a přepne vysílání zpátky. Na začátku videa je také vidět exploze lebky, která byla použita na přebal alba Killing Is My Business… and Business Is Good!

## Coververze a vystoupení
- Píseň se objevuje ve videohrách NHL 10, Rock Band 2, True Crime: Streets of LA a jako DLC ke Guitar Hero 5 a Rock Band 4. Hraje také na fiktivní rozhlasové stanici V-Rock v Grant Theft Auto: Vice City.
- Basové intro bylo použito jako znělka zpráv na MTV, ale Dave Mustaine tvrdí, že od MTV nikdy za použití nikdy neobdržel licenční poplatek.[3]
- Glam metalová kapela Tigertailz nahrála coververzi skladby na B-stranu kompilačního alba Banzai!